# Rafael Izábal
Rafael Izábal Salido (Culiacán, Sinaloa, 10 de agosto de 1854 - alta mar, en las proximidades de las coordenadas 50° 41' de latitud norte y 26° 45' de longitud oeste, en el trayecto El Havre-Nueva York, Océano Atlántico, 4 de octubre de 1910). Gobernador del Estado de Sonora. Nació en la ciudad de Culiacán, Sinaloa y fueron sus padres don Rafael Izábal y la dama alamense doña Dolores Salido.

## Biografía
En 1879 ya se encontraba establecido en el Estado de Sonora, fue elegido diputado a la Legislatura Local por el distrito de Álamos y desde entonces figuró en el grupo político que encabezó el general Luis E. Torres. Fue diputado a cinco Legislaturas Locales y a dos Federales, ya por Álamos o por Hermosillo; en 1880 fue comisionado por el Gobierno del Estado para gestionar ante las autoridades del territorio de Arizona la extradición del General Manuel Márquez de León y de otros elementos rebeldes que con él habían invadido el territorio sonorense, en cuya comisión no tuvo éxito; regidor del ayuntamiento de la capital, visitador de escuelas primarias, adquirió varias propiedades rústicas, entre las que se contaron el rancho del Pozo, la hacienda del Garambullo con su molino harinero, a la que le dio el nombre de Europa, y la hacienda de San Carlos que se extendía por las vegas del río Sonora hasta las playas del golfo de California.
Elegido vicegobernador constitucional para el cuatrienio de 1891 a 1895, tomó posesión del Poder Ejecutivo, previa licencia concedida al titular el 2 de noviembre de 1891 y lo ejerció por el resto del periodo legal. Durante este ocurrió el brote rebelde de los indios mayos que atacaron el pueblo de Navojoa, contribuyó a dar pábulo a la versión infundada de las actividades subversivas de Teresa Urrea (a) la Santa de Cabora y su padre don Tomás Urrea y los desterró fuera del Estado; modificó la Constitución local para que los prefectos de los distritos no fueran elegidos, sino nombrados por el Ejecutivo, y se iniciaron las obras de colonización del río Yaqui. Nuevamente ocupó el Gobierno del Estado con carácter de interino, por nombramiento de la Legislatura, el 27 de agosto de 1900, por licencia concedida al propietario y renuncia aceptada al vicegobernador, y lo desempeñó hasta el 26 de enero de 1903.
En este período administrativo adoptó en el Estado los Códigos Civil y de Procedimientos Civiles Federales; giró la orden del 19 de abril de 1902 para que no se permitiera a los individuos de la tribu yaqui que se establecieran en lugares distintos de los señalados por las autoridades, en los que deberían formar rancherías anexas a los pueblos y haciendas; erigió el municipio de Cananea; se expidió Ley del Notariado y mejoró el periódico oficial. 
Separado del mando político fue elegido gobernador constitucional para el cuatrienio de 1903 a 1907; pero antes se recibió interinamente en julio y el 1 de septiembre de 1903 otorgó la protesta como titular del Poder Ejecutivo.
Expidió las leyes de expropiación y la que autorizaba la pavimentación de las banquetas y calles de la ciudad de Guaymas, primera medida tomada sobre el particular en el Estado. 
Era valiente, mal hablado, de modales forzadamente ásperos para impresionar a los de abajo, amante de mandar personalmente grupos o expediciones armadas contra los indios rebeldes, a los que se sumaban empleados, funcionarios y tropas auxiliares y gustaba de participar en aventuras arriesgadas o farolescas para no aparecer menos que el planeta Torres a quien servía de satélite. Más semejaba un jefe de Acordada o de rurales que un gobernante de la época porfirista, y profesaba el principio de que la opinión pública tiene cerebro de asno a la que no debería tomar en cuenta para nada si no quería "que se lo llevara la fregada".
En abril de 1904 mandó personalmente una de estas expediciones que tomó contacto con los yaquis rebeldes en el punto llamado El Gavilán, sobre cuyo hecho de armas rindió un parte ampuloso que dio origen a variadas conjeturas y sus enemigos políticos negaron la autenticidad de dicha función de armas. En diciembre dirigió otra expedición sobre la isla del Tiburón acompañado de algunos funcionarios y empleados locales, 20 hombres del 11o. Cuerpo Rural mandados por el mayor Luis Medina Barrón, 22 pápagos auxiliares y 42 rancheros armados. Los primeros se embarcaron en Guaymas en el Vapor "Demócrata" que era a las órdenes del capitán Rafael Pereyra M., y los últimos en bahía de Kino en el buque "Bernardo Reyes", con el plan de someter a los indios seris alzados, a los que se inculpaba de que abrigaban a los yaquis prófugos de su comarca. Las tropas fueron desembarcadas, los buques se dedicaron a rondar la isla, tuvieron tiroteos con los seris, varios de estos se rindieron y se obligaron a entregar a los yaquis que andaban revueltos con ellos. Estos no fueron asesinados, sino mutilados los cadáveres y presentados los despojos humanos, creyendo así dejar satisfecha la exigencia del gobernador.
El 1 de junio de 1906 estalló la huelga de los obreros que operaban en el mineral de Cananea, propiedad de la empresa denominada Cananea Consolidated Copper Company. Inmediatamente el gobernador Izábal se trasladó en tren especial al lugar de los sucesos, haciendo la travesía por la vía estadounidense de Nogales a Naco, y en este punto se incorporaron a su convoy un grupo numeroso de rangers americanos armados que arribaron a Cananea el día 2 a las nueve de la mañana. Este acto provocó indignación en todas las clases sociales, principalmente entre los mineros, y fue causa del último encuentro entre estos y los defensores de la compañía. La presencia del teniente coronel Emilio Kosterlisky a las cuatro de la tarde y su exigencia de que salieran los invasores del mineral, determinó su retirada en dirección a Estación del Río y de allí al lugar de su procedencia. Acto arbitrario y atentatorio a la soberanía nacional cometido por el gobernador del Estado, cuya misión era velar por la defensa de ella y por la integridad territorial de Sonora y de la República que enseguida negó cínicamente. Izábal apoyó decididamente a la compañía, de origen angloamericano, mereciendo los parabienes de esta, como primera autoridad política y previno a los trabajadores que regresaran a sus labores, en cuya forma rompió la huelga, mandó aprehender a los directores y los consignó a la autoridad judicial. Si éstos no fueron ejecutados como pretendía Izábal, se debió a la negativa terminante del vicepresidente de la República, don Ramón Corral, quien recomendó expresamente que por ningún motivo se fuera a atentar en contra de la vida de ellos. El gobernador de Sonora fue acusado ante el Gran Jurado Nacional bajo el cargo de traición a la patria. Con todo cinismo negó haber dado permiso para la entrada de los invasores al territorio nacional, cuando fue un hecho público, tan evidente como la luz del día, y terminó por ser absuelto.
Una vez que concluyó su periodo legal el 31 de agosto de 1907, fue designado senador por el Estado de Guerrero y falleció en alta mar el día 4 de octubre de 1910, en el trayecto El Havre-Nueva York, cuando regresaba de Europa. Su cadáver fue arrojado al fondo del océano y se simuló que había sido trasladado a la ciudad de Hermosillo y dado sepultura en la hacienda Europa, que se encuentra aproximadamente a 30 kilómetros al poniente de dicha capital. Poco después los indios yaquis, llevados de su odio, profanaron el lugar en donde se suponía que descansaban sus restos y estos no fueron encontrados.